# Языки мира (серия книг)
«Языки мира» — фундаментальное многотомное энциклопедическое издание, создаваемое в Институте языкознания РАН (Москва) и содержащее научное описание языков. В его рамках на 2015 год в московских издательствах «Наука», «Индрик» и «Academia» вышло 20 томов. Ещё 7 томов готовятся к изданию. Издание «Языки мира» основано Викторией Николаевной Ярцевой (1906—1999).

## Описание
Статьи каждого тома написаны в соответствии с единой типологически ориентированной схемой, которая применяется во всём издании. Статьи включают общую и социолингвистическую характеристику языков, сведения о диалектах, письменности и истории языков, внутриструктурное описание фонетики, грамматики и лексики, а также основную литературу. Схемы статей являются типологически обоснованными и приложимы к языкам самых различных типов. Статьи группируются в тома по генетическому принципу или в некоторых случаях — по ареальному принципу.
Начиная с 7-го тома все тома серии снабжаются лингвистическими картами.

## Рабочая группа
Рабочая группа издания (с 2012 года — сектор ареальной лингвистики):
- Кибрик, Андрей Александрович
- Беляев, Олег Игоревич
- Коряков, Юрий Борисович
- Мазурова, Юлия Викторовна
- Маркус, Елена Борисовна
- Рогова, Наталья Васильевна
- Романова, Ольга Иосифовна

## Опубликованные тома
1. Уральские языки. — 1993. 396 с. ISBN 5-02-011069-8.
2. Тюркские языки. — 1997. 524 с. ISBN 5-85759-061-2 (киргизское издание: ISBN 5-655-01214-6).
3. Монгольские языки. Тунгусо-маньчжурские языки. Японский язык. Корейский язык. — 1997. 407 с. ISBN 5-85759-047-7.
4. Палеоазиатские языки. — 1997. 227 с. ISBN 5-85759-046-9.
5. Иранские языки. I. Юго-западные иранские языки. — 1997. 208 с. ISBN 5-85759-048-5.
6. Иранские языки. II. Северо-западные иранские языки. — 1999. 304 с. ISBN 5-85759-099-X.
7. Иранские языки. III. Восточноиранские языки. — 2000. 342 с. ISBN 5-85759-107-4.
8. Дардские и нуристанские языки. — 1999. 144 с. ISBN 5-85759-085-X.
9. Кавказские языки. — 1999. 480 с. ISBN 5-87444-079-8.
10. Германские языки. Кельтские языки. — 2000. 472 с. ISBN 5-87444-101-8.
11. Романские языки. — 2001. 720 с. ISBN 5-87444-016-X.
12. Индоарийские языки древнего и среднего периодов. — 2004. 154 с. ISBN 5-87444-205-7.
13. Славянские языки. — 2005. 656 с. ISBN 5-87444-216-2.
14. Балтийские языки. — 2006. 221 с. ISBN 5-87444-225-1.
15. Семитские языки. Аккадский язык. Северозападносемитские языки. — 2009. 825 с. ISBN 978-5-87444-284-2.
16. Древние реликтовые языки Передней Азии. — 2010. 240 с. ISBN 978-5-87444-346-7.
17. Новые индоарийские языки. — 2011. 889 с. ISBN 978-5-87444-394-8.
18. Семитские языки. Эфиосемитские языки. — 2013. 624 с. ISBN 978-5-87444-366-5.
19. Дравидийские языки. — 2013. 584 с. ISBN 978-5-87444-369-6.
20. Реликтовые индоевропейские языки Передней и Центральной Азии. — 2013. 512 с. ISBN 978-5-87444-370-2.
21. Языки манде. — 2017.1152 с. ISBN 978-5-4469-0824-0.
22. Славянские языки. — Издание второе, исправленное и дополненное — 2017. 670 с. ISBN 978-5-4469-0830-1.
23. Палеоевропейские языки. — 2020. 396 с. ISBN 978-5-4469-1795-2.

### Подготовительные работы
В порядке подготовки к публикации «Языков мира» ранее были изданы следующие коллективные монографии:
- Принципы описания языков мира / Б. А. Серебренников, Г. В. Колшанский, В. Н. Ярцева и др.; отв. ред. В. Н. Ярцева, Б. А. Серебренников; Институт языкознания АН СССР. — М.: Наука, 1976.
- Теоретические основы классификации языков. — М.: Наука. Т. 1, 1980. Т. 2, 1982.
- Языки и диалекты мира: Проспект и словник / Отв. ред. В. Н. Ярцева; Институт языкознания АН СССР. — М.: Наука, 1982. — 208 с.
- Журинская М. А., Новиков А. И., Ярославцева Е. И. Энциклопедическое описание языков: Теоретические и прикладные аспекты / Отв. ред. чл.-корр. АН СССР В. Н. Ярцева. — М.: Наука, 1986.

## Готовящиеся тома
Предварительные названия томов:
1. Семитские языки. Арабский язык. Южноаравийские эпиграфические языки. Современные южноаравийские языки
2. Австроазиатские языки. Андаманские языки. Никобарские языки. Язык кусунда. Мон-кхмерские языки. Языки мунда. (серия из четырех томов)
3. Синитские языки
4. Реликтовые индоевропейские языки Европы